# 三条实美
三条実美（日语：／ Sanjō Sanetomi，1837年3月14日—1891年2月18日，天保8年2月8日—明治24年2月18日）是一位出身京都的日本政治家。
他的父親是三條實萬，三條實萬在他出生時擔任內大臣職務。三條實萬後來在安政大獄中去世，三條實美於是成為三條實萬的繼承人。此後，三條實美繼續父親生前的願望，致力於尊王攘夷有關事務，並與岩倉具視等人的派系競爭。但是，他在1863年八月十八日政變中被驅逐離開京都，前往長州，後又遷居太宰府。
王政復古後，他返回京都，與岩倉具視一同擔任新政府的副總裁職務。後來，他又擔任右大臣、太政大臣（末任，因1885年改制内閣制）等職務。